# Yano
Adriano Belmiro Duarte Nicolau (Saurimo, 8 de Julho de 1992), mais conhecido como Yano, é um futebolista angolano que joga habitualmente na posição de ponta de lança. Atualmente, defende as cores do Progresso do Sambizanga.

## Carreira
Yano representou o elenco da Seleção Angolana de Futebol no Campeonato Africano das Nações de 2013.